# Unione Sportiva Cremonese 1991-1992
Questa voce raccoglie le informazioni riguardanti l'Unione Sportiva Cremonese nelle competizioni ufficiali della stagione 1991-1992.

## Stagione
Nella stagione 1991-92 continua per i colori grigiorossi il sali e scendi, lo scudetto tricolore viene assegnato al Milan con 56 punti, lasciano la Serie A il Bari con 22 punti, il Verona con 21, la Cremonese con 20, e chiude la classifica l'Ascoli con 14 punti. Confermato Gustavo Giagnoni il tecnico della promozione. Si punta su tre sudamericani, l'argentino Gustavo Dezotti che con 9 reti è il miglior realizzatore di stagione, l'uruguaiano Rubén Pereira ed il paraguaiano Gustavo Neffa. A novembre si sostituisce quest'ultimo con lo scattante sloveno Matjaz Florjancic. Il campionato non da molte soddisfazioni, ma anche in questo clima difficile, la Cremonese trova modo di entrare nella storia, il 23 febbraio 1992 a Bergamo contro l'Atalanta, il portiere grigiorosso Michelangelo Rampulla segna di testa su calcio d'angolo il goal dell' (1-1) nell'ultima azione della partita. Non c'era mai riuscito nessuno, è stato il primo portiere a realizzare una rete su azione in Serie A. Altro fatto da ricordare, il 10 maggio i grigiorossi già retrocessi, onorano il campionato battendo l'Inter a San Siro (0-2) con una doppietta di Dezotti. Nell'ultima gara di campionato, contro la Sampdoria, al minuto 78 entra in campo per l'addio a Cremona Alviero Chiorri, se ne va il giocatore più amato, capace di numeri irripetibili. Nella Coppa Italia la Cremonese entra in gioco nel secondo turno, a cavallo tra agosto e settembre, subito eliminata nel doppio confronto dal Como.

## Divise e sponsor

Il terzino Giuseppe Favalli, prodotto del vivaio e alla sua quarta e ultima stagione in prima squadra, con indosso la divisa grigiorossa dell'annata.

Lo sponsor ufficiale per la stagione 1991-1992 fu Andreotti Costruzioni.
| Casa | Trasferta |

## Organigramma societario
Area direttiva
- Presidente: Domenico Luzzara
- General manager: Erminio Favalli
- Segretari: Lalla Bacchetta e Nedo Bettoli

Area tecnica
- Direttore sportivo: Vittorio Berago
- Allenatore: Gustavo Giagnoni

## Rosa
| N. |                   | Ruolo | Calciatore                  |
| -- | ----------------- | ----- | --------------------------- |
|    | Italia (bandiera) | P     | Stefano Razzetti            |
|    | Italia (bandiera) | P     | Michelangelo Rampulla       |
|    | Italia (bandiera) | P     | Giacomo Violini             |
|    | Italia (bandiera) | D     | Luigi Gualco                |
|    | Italia (bandiera) | D     | Corrado Verdelli            |
|    | Italia (bandiera) | D     | Giuseppe Favalli            |
|    | Italia (bandiera) | D     | Mauro Bonomi                |
|    | Italia (bandiera) | D     | Felice Garzilli             |
|    | Italia (bandiera) | D     | Mario Montorfano (capitano) |
|    | Italia (bandiera) | D     | Giorgio Piantoni            |
|    | Italia (bandiera) | C     | Riccardo Maspero            |

| N. |                      | Ruolo | Calciatore           |
| -- | -------------------- | ----- | -------------------- |
|    | Italia (bandiera)    | C     | Agostino Iacobelli   |
|    | Italia (bandiera)    | C     | Massimo Lombardini   |
|    | Italia (bandiera)    | C     | Ettore Ferraroni     |
|    | Italia (bandiera)    | C     | Enrico Piccioni      |
|    | Italia (bandiera)    | C     | Dario Marcolin       |
|    | Uruguay (bandiera)   | C     | Rubén Pereira        |
|    | Italia (bandiera)    | A     | Marco Giandebiaggi   |
|    | Argentina (bandiera) | A     | Gustavo Abel Dezotti |
|    | Italia (bandiera)    | A     | Alviero Chiorri      |
|    | Slovenia (bandiera)  | A     | Matjaž Florijančič   |
|    | Paraguay (bandiera)  | A     | Gustavo Neffa        |

## Risultati

### Serie A

#### Girone di andata
| Arbitro: | Mughetti (Cesena) |

|                             |           |  |
| Bortolazzi 23’ Aguilera 45’ | Marcatori |  |

| Cremona 8 settembre 1991 2ª giornata | Cremonese       | 0 – 0 | Napoli | Stadio Giovanni Zini\| Arbitro: \| Cesari (Genova) \| |
| Arbitro:                             | Cesari (Genova) |       |        |                                                       |

| Arbitro: | Ceccarini (Livorno) |

|  |           |                        |
|  | Marcatori | 74’ Venturin 85’ Scifo |

| Arbitro: | Baldas (Trieste) |

|              |           |                  |
| Agostini 53’ | Marcatori | 46’ (aut.) Pulga |

| Arbitro: | Stafoggia (Pesaro) |

|                    |           |                             |
| Dezotti 39’ (rig.) | Marcatori | 20’ Stromberg 46’ Bianchezi |

| Bari 6 ottobre 1991 6ª giornata | Bari                          | 0 – 0 | Cremonese | Stadio San Nicola\| Arbitro: \| Quartuccio (Torre Annunziata) \| |
| Arbitro:                        | Quartuccio (Torre Annunziata) |       |           |                                                                  |

| Arbitro: | Bazzoli (Merano) |

|                                   |           |  |
| Gualco 2’ Favalli 78’ Dezotti 90’ | Marcatori |  |

| Arbitro: | Merlino (Torre del Greco) |

|                          |           |  |
| Carrera 8’ Casiraghi 27’ | Marcatori |  |

| Arbitro: | Sguizzato (Verona) |

|             |           |  |
| Benetti 72’ | Marcatori |  |

| Arbitro: | Nicchi (Arezzo) |

|  |           |                        |
|  | Marcatori | 36’ Signori 40’ Baiano |

| Arbitro: | Boggi (Salerno) |

|                                     |           |                  |
| Van Basten 24’ Gullit 37’ Fuser 76’ | Marcatori | 54’ Giandebiaggi |

| Arbitro: | Mughetti (Cesena) |

|              |           |                                                      |
| Verdelli 69’ | Marcatori | 46’ A. Malusci 59’ Batistuta 90’ (aut.) Giandebiaggi |

| Arbitro: | Lanese (Messina) |

|                             |           |  |
| Dezotti 51’ Florijančič 79’ | Marcatori |  |

| Cagliari 15 dicembre 1991 14ª giornata | Cagliari             | 0 – 0 | Cremonese | Stadio Sant'Elia\| Arbitro: \| Pairetto (Nichelino) \| |
| Arbitro:                               | Pairetto (Nichelino) |       |           |                                                        |

| Arbitro: | Cinciripini (Ascoli Piceno) |

|  |           |               |
|  | Marcatori | 90’ Klinsmann |

| Arbitro: | Merlino (Torre del Greco) |

|                            |           |  |
| Völler 10’, 66’ Aldair 73’ | Marcatori |  |

| Arbitro: | Pezzella (Frattamaggiore) |

|  |           |             |
|  | Marcatori | 7’ Lombardo |

#### Girone di ritorno
| Arbitro: | Quartuccio (Torre Annunziata) |

|                  |           |              |
| Dezotti 38’, 46’ | Marcatori | 65’ Skuhravý |

| Arbitro: | Fabricatore (Roma) |

|                         |           |  |
| Zola 23’ Blanc 27’, 54’ | Marcatori |  |

| Arbitro: | Fucci (Salerno) |

|                                |           |  |
| Casagrande 8’ Scifo 85’ (rig.) | Marcatori |  |

| Arbitro: | Ceccarini (Livorno) |

|  |           |                    |
|  | Marcatori | 19’ (aut.) Dezotti |

| Arbitro: | Chiesa (Milano) |

|                      |           |              |
| Bianchezi 41’ (rig.) | Marcatori | 90’ Rampulla |

| Arbitro: | Pairetto (Nichelino) |

|                |           |           |
| Florijančič 8’ | Marcatori | 63’ Boban |

| Arbitro: | Lanese (Messina) |

|                 |           |                            |
| Serena 20’, 62’ | Marcatori | 35’ Florijančič 85’ Gualco |

| Arbitro: | Nicchi (Arezzo) |

|  |           |                               |
|  | Marcatori | 20’ Júlio César 90’ R. Baggio |

| Arbitro: | Trentalange (Torino) |

|                                                |           |             |
| Dezotti 7’ (rig.) Florijančič 79’ Marcolin 90’ | Marcatori | 71’ Benetti |

| Arbitro: | Boggi (Salerno) |

|                           |           |  |
| Signori 25’ Kolyvanov 48’ | Marcatori |  |

| Arbitro: | Quartuccio (Torre Annunziata) |

|               |           |                   |
| Iacobelli 75’ | Marcatori | 40’ (aut.) Bonomi |

| Arbitro: | Bettin (Padova) |

|                |           |               |
| A. Malusci 79’ | Marcatori | 39’ Iacobelli |

| Arbitro: | Rodomonti (Teramo) |

|                                    |           |                                 |
| Doll 9’ Sosa 32’ (rig.) Riedle 49’ | Marcatori | 34’ (rig.) Dezotti 65’ Marcolin |

| Arbitro: | Lo Bello (Siracusa) |

|  |           |             |
|  | Marcatori | 82’ Fonseca |

| Arbitro: | Collina (Viareggio) |

|  |           |                         |
|  | Marcatori | 63’, 90’ (rig.) Dezotti |

| Arbitro: | Sguizzato (Verona) |

|             |           |                                    |
| Maspero 26’ | Marcatori | 23’ (rig.) Völler 31’ A. Carnevale |

| Arbitro: | Bettin (Padova) |

|                            |           |                                |
| Vialli 51’ Pari 72’ (rig.) | Marcatori | 24’ Gualco 73’ (rig.) Marcolin |

### Coppa Italia

#### Secondo turno
| Cremona 28 agosto 1991 Andata | Cremonese           | 0 – 0 | Como | Stadio Giovanni Zini\| Arbitro: \| Collina (Viareggio) \| |
| Arbitro:                      | Collina (Viareggio) |       |      |                                                           |

| Arbitro: | Guidi (Bologna) |

|          |           |  |
| Seno 23’ | Marcatori |  |

## Statistiche

### Statistiche di squadra
| Competizione | Punti | In casa | In casa | In casa | In casa | In casa | In casa | In trasferta | In trasferta | In trasferta | In trasferta | In trasferta | In trasferta | Totale | Totale | Totale | Totale | Totale | Totale | DR  |
| Competizione | Punti | G       | V       | N       | P       | Gf      | Gs      | G            | V            | N            | P            | Gf           | Gs           | G      | V      | N      | P      | Gf     | Gs     | DR  |
| ------------ | ----- | ------- | ------- | ------- | ------- | ------- | ------- | ------------ | ------------ | ------------ | ------------ | ------------ | ------------ | ------ | ------ | ------ | ------ | ------ | ------ | --- |
| Serie A      | 20    | 17      | 4       | 3       | 10      | 15      | 21      | 17           | 1            | 7            | 9            | 12           | 28           | 34     | 5      | 10     | 19     | 27     | 49     | -22 |
| Coppa Italia | -     | 1       | 0       | 1       | 0       | 0       | 0       | 1            | 0            | 0            | 1            | 0            | 1            | 2      | 0      | 1      | 1      | 0      | 1      | -1  |
| Totale       |       | 18      | 4       | 4       | 10      | 15      | 21      | 18           | 1            | 7            | 10           | 12           | 29           | 36     | 5      | 11     | 20     | 27     | 49     | -22 |

### Statistiche dei giocatori[4]
| Giocatore       | Serie A  | Serie A | Serie A     | Serie A    | Coppa Italia | Coppa Italia | Coppa Italia | Coppa Italia | Totale   | Totale  | Totale      | Totale     |
| Giocatore       | Presenze | Reti    | Ammonizioni | Espulsioni | Presenze     | Reti         | Ammonizioni  | Espulsioni   | Presenze | Reti    | Ammonizioni | Espulsioni |
| --------------- | -------- | ------- | ----------- | ---------- | ------------ | ------------ | ------------ | ------------ | -------- | ------- | ----------- | ---------- |
| M. Bonomi       | 28       | 0       | ?           | ?          | 1            | 0            | ?            | ?            | 29       | 0       | ?           | ?          |
| A. Chiorri      | 15       | 0       | ?           | ?          | 2            | 0            | ?            | ?            | 17       | 0       | ?           | ?          |
| G. Dezotti      | 30       | 9       | ?           | ?          | 2            | 0            | ?            | ?            | 32       | 9       | ?           | ?          |
| G. Favalli      | 31       | 1       | ?           | ?          | 2            | 0            | ?            | ?            | 33       | 1       | ?           | ?          |
| E. Ferraroni    | 18       | 0       | ?           | ?          | 2            | 0            | ?            | ?            | 20       | 0       | ?           | ?          |
| M. Florijančič  | 25       | 4       | ?           | ?          | -            | -            | -            | -            | 25       | 4       | 0+          | 0+         |
| F. Garzilli     | 19       | 0       | ?           | ?          | 2            | 0            | ?            | ?            | 21       | 0       | ?           | ?          |
| M. Giandebiaggi | 31       | 1       | ?           | ?          | 1            | 0            | ?            | ?            | 32       | 1       | ?           | ?          |
| L. Gualco       | 24       | 3       | ?           | ?          | 1            | 0            | ?            | ?            | 25       | 3       | ?           | ?          |
| A. Iacobelli    | 23       | 2       | ?           | ?          | 1            | 0            | ?            | ?            | 24       | 2       | ?           | ?          |
| M. Lombardini   | 24       | 0       | ?           | ?          | 1            | 0            | ?            | ?            | 25       | 0       | ?           | ?          |
| D. Marcolin     | 33       | 3       | ?           | ?          | 2            | 0            | ?            | ?            | 35       | 3       | ?           | ?          |
| R. Maspero      | 17       | 1       | ?           | ?          | 1            | 0            | ?            | ?            | 18       | 1       | ?           | ?          |
| M. Montorfano   | 9        | 0       | ?           | ?          | 1            | 0            | ?            | ?            | 10       | 0       | ?           | ?          |
| G. Neffa        | 6        | 0       | ?           | ?          | 2            | 0            | ?            | ?            | 8        | 0       | ?           | ?          |
| R. Pereira      | 13       | 0       | ?           | ?          | 1            | 0            | ?            | ?            | 14       | 0       | ?           | ?          |
| G. Piantoni     | 1        | 0       | ?           | ?          | -            | -            | -            | -            | 1        | 0       | 0+          | 0+         |
| E. Piccioni     | 30       | 0       | ?           | ?          | 2            | 0            | ?            | ?            | 32       | 0       | ?           | ?          |
| M. Rampulla     | 34       | -49 (1) | ?           | ?          | 1            | 0            | ?            | ?            | 35       | -49 (1) | ?           | ?          |
| C. Verdelli     | 21       | 1       | ?           | ?          | 1            | 0            | ?            | ?            | 22       | 1       | ?           | ?          |
| G. Violini      | -        | -       | -           | -          | 1            | -1           | ?            | ?            | 1        | -1      | 0+          | 0+         |